# 맥노트 혜성
맥노트 혜성(Comet McNaught, Great Comet of 2007, 공식 이름 C/2006 P1)은 2006년 8월 7일 오스트레일리아의 천문학자 로버트 맥노트(Robert H. McNaught)가 땅꾼자리에서 발견한 비주기 혜성이다.
이 혜성은 2007년 1월 13일, 겉보기 등급 -6등급으로 근일점을 통과했다. 이는 공식기록을 작성하기 시작한 1935년 이후 1965년의 이케야-세키 혜성의 -17등급에 이은 2번째로 밝은 기록이다. 대낮에 태양이 가까이 있어도 육안으로도 관측이 가능했다. 북반구에서는 고도가 낮아 관측이 쉽지 않았지만, 남반구에서는 쉽게 관측할 수 있었다. 마지막으로 관측된 연도는 2006년 여름이다.
태양계를 벗어난 것으로 추측되며, 3412년 태양계로 되돌아올 것으로 예상된다.

## 탐사선 측정
2007년 2월 3일, 율리시스가 우연히 혜성의 꼬리를 통과하게 되었는데, 이 때에 탐사선은 혜성의 핵으로부터 약 260 km 떨어진 이온 꼬리에서 화학성분과 속도를 측정하였다.

## 사진

맥노트 혜성 사진 (2007년 1월)
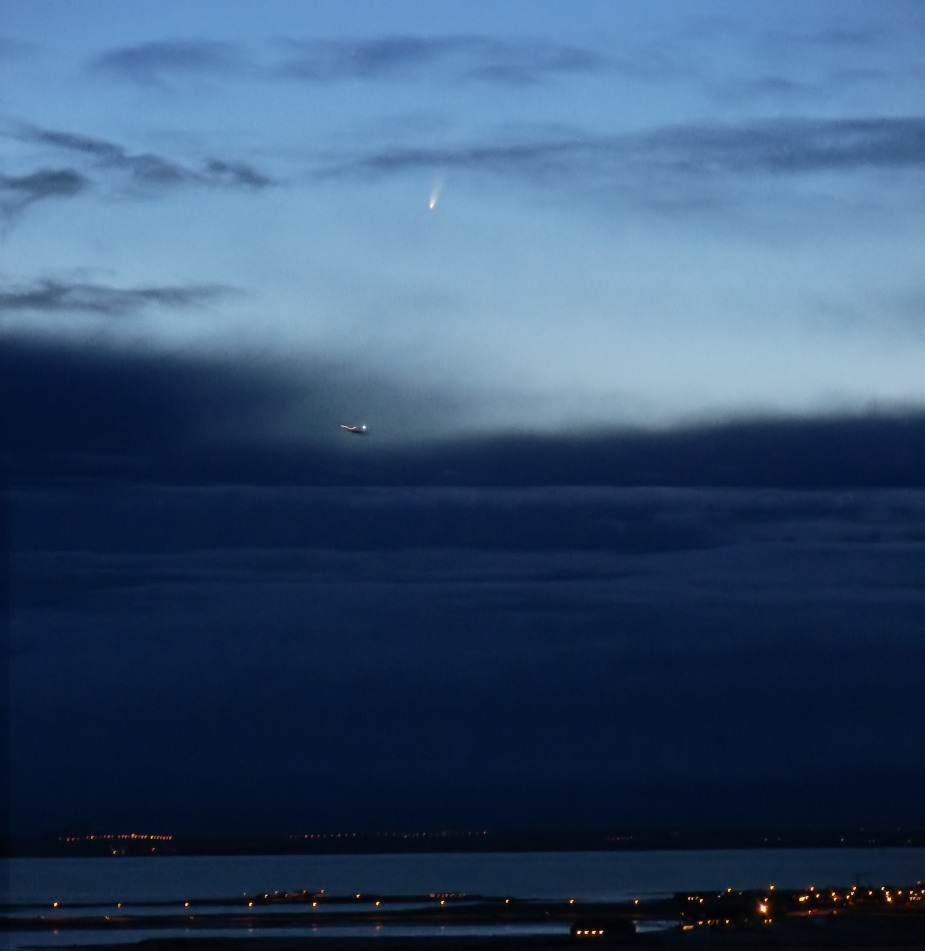
아이슬란드, 1월 9일
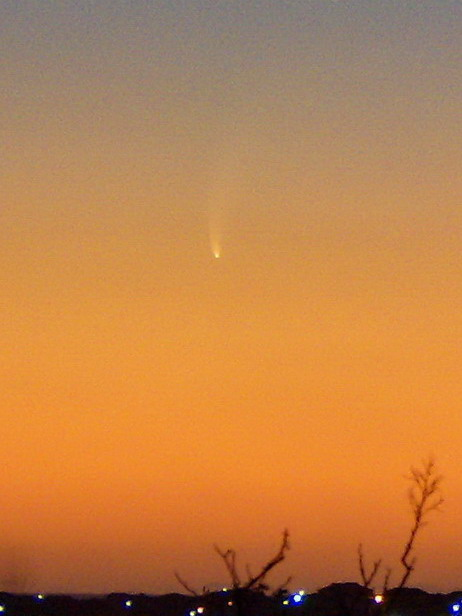
오스트레일리아 퍼스, 1월 16일
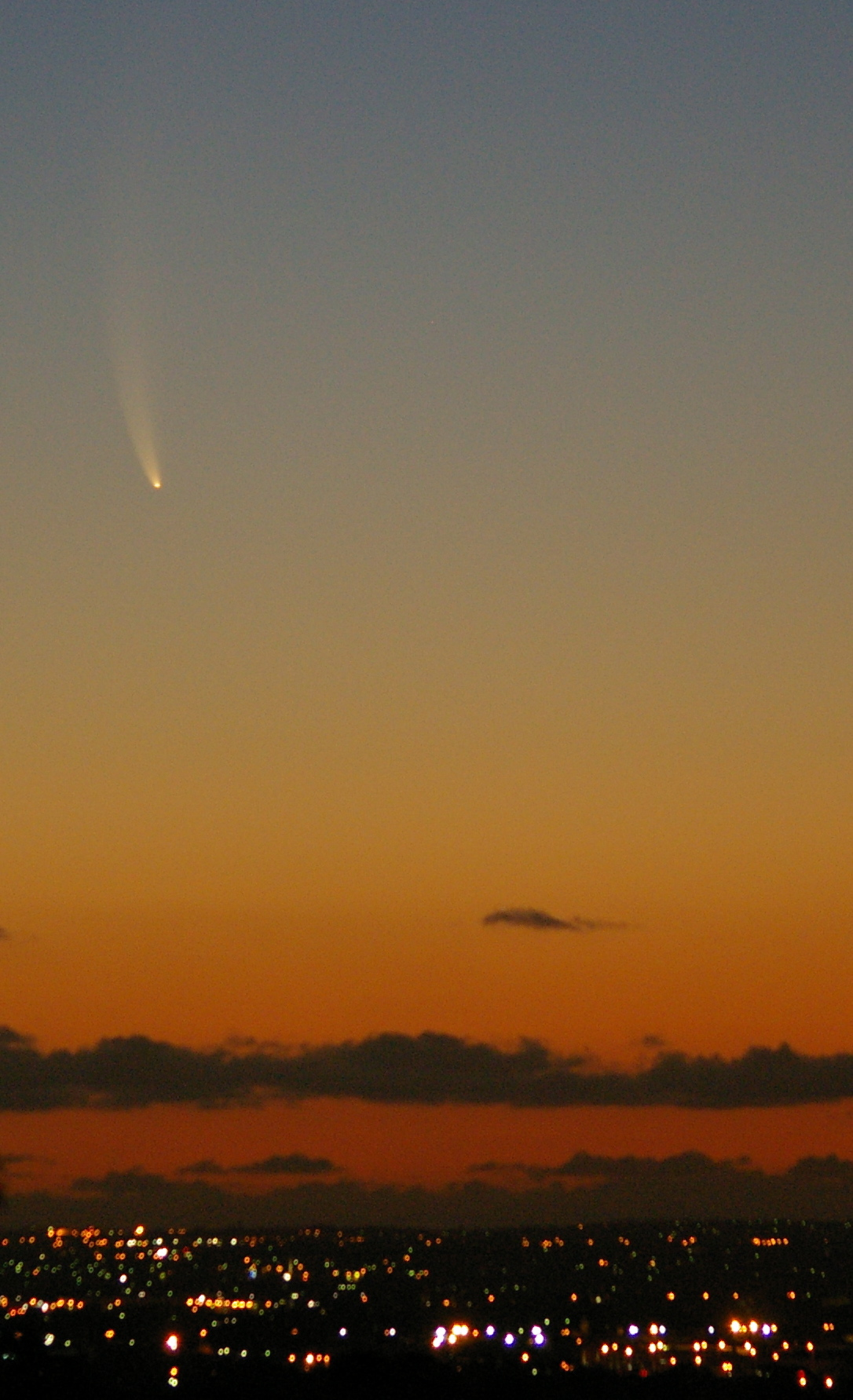
오스트레일리아 퍼스, 1월 17일
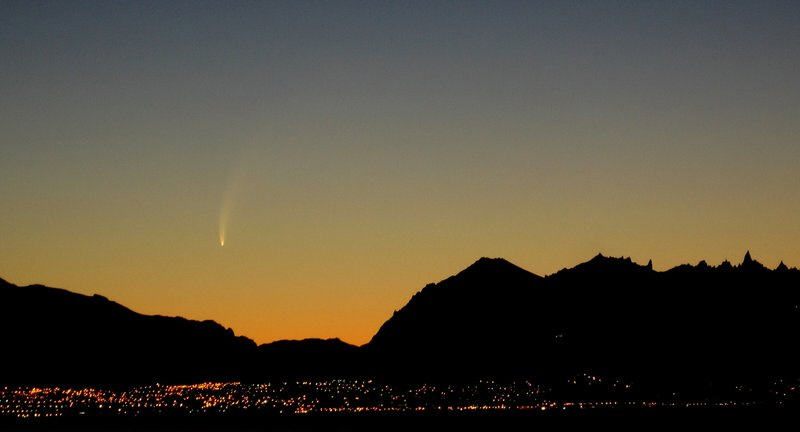
아르헨티나 산카를로스데바릴로체, 1월 17일
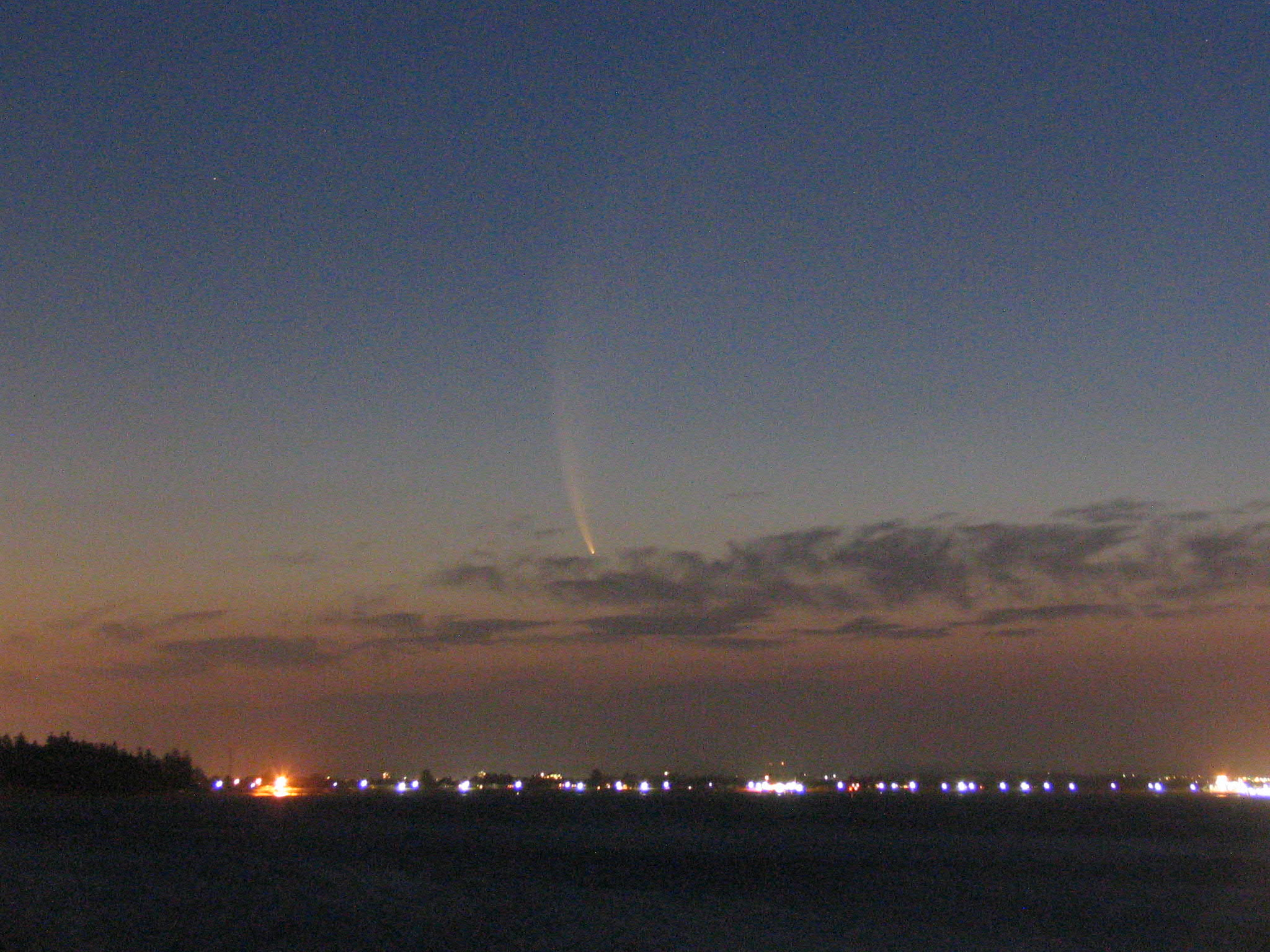
오스트레일리아 라 페루즈, 1월 19일
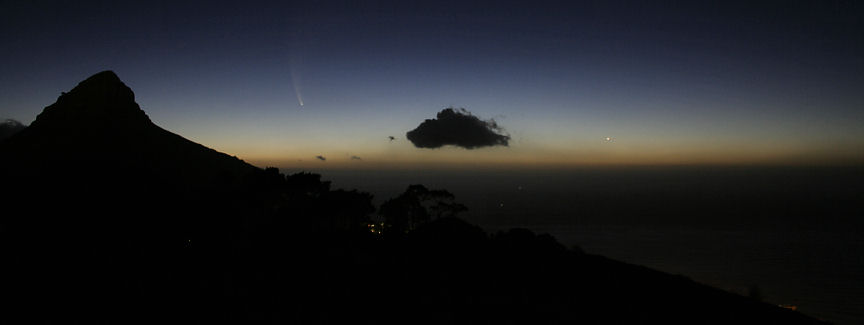
케이프 타운 시그널 힐, 1월 19일, 라이온스 헤드는 왼쪽에 있고, 대서양 위에 있는 금성은 오른쪽에 있다.
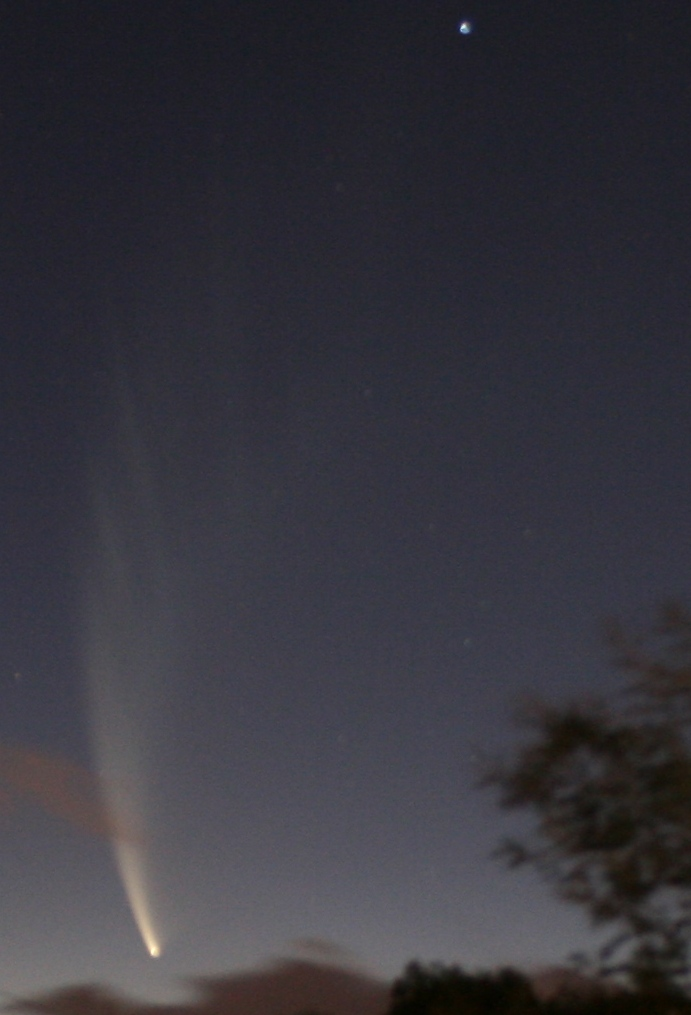
레드 힐, 1월 21일
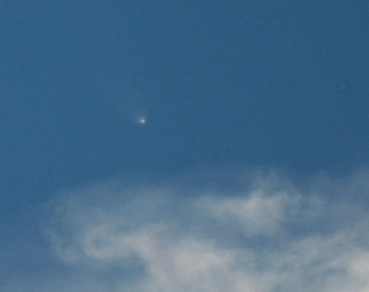
스위스 가이스, 1월 13일 14시
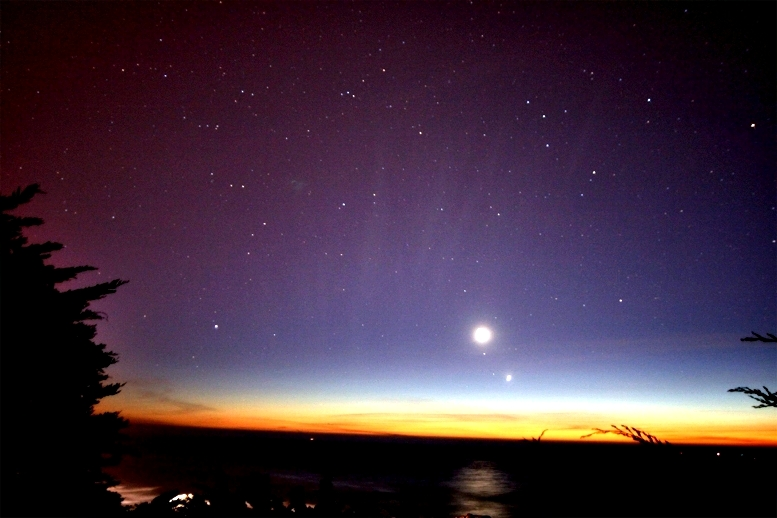
맥노트 혜성이 사라진 후, 혜성의 꼬리가 북반구에서도 보였다. 달과 금성이 있다.
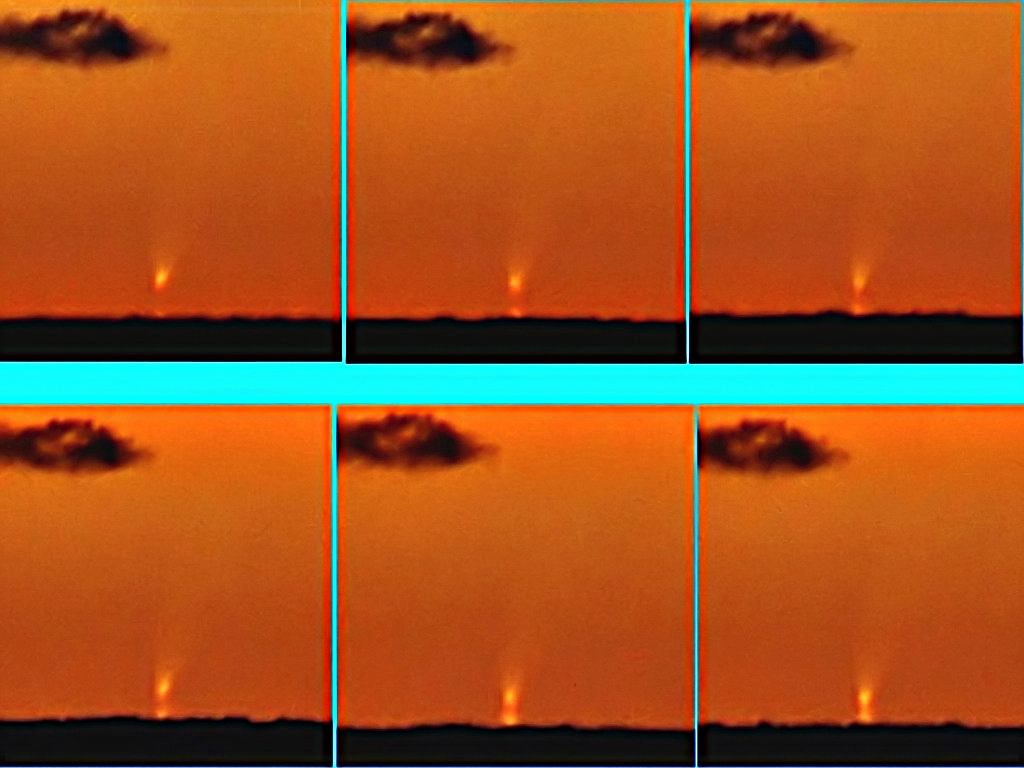
혜성 저위 신기루의 희귀한 장면